# Elecciones municipales de Pasco de 1966
Las elecciones municipales de Pasco de 1966 se llevaron a cabo el 13 de noviembre de 1966 para elegir al alcalde y al Concejo Provincial de Pasco para el periodo 1967-1969. La elección se celebró simultáneamente con elecciones municipales en todo el país. 

## Sistema electoral
La Municipalidad Provincial de Pasco es el órgano administrativo y de gobierno de la provincia de Pasco. Está compuesta por el alcalde y el Concejo Provincial.
La votación del alcalde y el concejo se realiza en base al sufragio universal alfabeto, que comprende a todos los ciudadanos nacionales y no nacionales mayores de veintiún años, empadronados y residentes en la provincia de Pasco y en pleno goce de sus derechos políticos.
El Concejo Provincial de Pasco está compuesto por 14 concejales elegidos por sufragio directo para un período de tres (3) años, en forma conjunta con la elección del alcalde (quien lo preside). La votación es por lista cerrada y bloqueada. Se asigna a cada lista los escaños según el método d'Hondt.

## Composición del Concejo Provincial de Pasco
La siguiente tabla muestra la composición del Concejo Provincial de Pasco antes de las elecciones.
| Partidos | Partidos                                                    | Concejales |
| -------- | ----------------------------------------------------------- | ---------- |
|          | Coalición Partido Aprista Peruano - Unión Nacional Odriísta | 5          |
|          | Alianza Acción Popular - Democracia Cristiana               | 5          |
|          | Lista Independiente N° 5                                    | 4          |

## Partidos y candidatos
A continuación se muestra una lista de los principales partidos y alianzas electorales que participaron en las elecciones:
| Candidatura | Candidatura | Partidos y alianzas | Candidatos | Candidatos              | Ideología                                           | Resultado previo | Resultado previo | Ref. |
| Candidatura | Candidatura | Partidos y alianzas | Candidatos | Candidatos              | Ideología                                           | Votos (%)        | Con.             | Ref. |
| ----------- | ----------- | --- | ---------- | ----------------------- | --------------------------------------------------- | ---------------- | ---------------- | ---- |
|             | APRA–UNO    | Lista - Coalición Partido Aprista Peruano - Unión Nacional Odriísta (APRA–UNO) – Partido Aprista Peruano (APRA) – Unión Nacional Odriísta (UNO) |            | Atilio León Silva       | Aprismo Conservadurismo social Populismo de derecha | 35.62%           | 5                |      |
|             | AP–DC       | Lista - Alianza Acción Popular - Democracia Cristiana (AP–DC) – Acción Popular (AP) – Partido Demócrata Cristiano (DC)                          |            | Julián Malpartida Tello | Liberalismo Humanismo Democracia cristiana          | 32.77%           | 5                |      |
|             | IND         | Lista - Lista Independiente Frente Obrero Campesino Estudiantil                                                                                 |            | Raúl Neira Bravo        | Localismo pasqueño                                  | Nuevo            | Nuevo            |      |

## Resultados

### Sumario general
|                        |                                                                        |              |              |              |            |            |
| Partidos y coaliciones | Partidos y coaliciones                                                 | Voto popular | Voto popular | Voto popular | Concejales | Concejales |
| Partidos y coaliciones | Partidos y coaliciones                                                 | Votos        | %            | +/−          | Total      | +/−        |
|                        | Coalición Partido Aprista Peruano - Unión Nacional Odriísta (APRA–UNO) | 4,841        | 44.89        | +9.27        | 7          | +2         |
|                        | Lista Independiente Frente Obrero Campesino Estudiantil                | 3,260        | 30.23        | n/a          | 4          | +4         |
|                        | Alianza Acción Popular - Democracia Cristiana (AP–DC)                  | 2,684        | 24.89        | –7.88        | 3          | –2         |
|                        |                                                                        |              |              |              |            |            |
| Total                  | Total                                                                  | 10,785       |              |              | 14         | ±0         |
|                        |                                                                        |              |              |              |            |            |
| Votos válidos          | Votos válidos                                                          | 10,785       | 85.94        | +6.26        |            |            |
| Votos en blanco        | Votos en blanco                                                        | 831          | 6.62         | –4.41        |            |            |
| Votos nulos            | Votos nulos                                                            | 934          | 7.44         | –1.85        |            |            |
| Votos emitidos         | Votos emitidos                                                         | 12,550       | n/a          | n/a          |            |            |
| Abstenciones           | Abstenciones                                                           | n/d          | n/a          | n/a          |            |            |
| Votantes registrados   | Votantes registrados                                                   | n/d          |              |              |            |            |
|                        |                                                                        |              |              |              |            |            |
| Fuente:                |                                                                        |              |              |              |            |            |

## Elecciones municipales distritales

### Resultados por distrito
La siguiente tabla enumera el control de los distritos de la provincia de Pasco. El cambio de mando de una organización política se resalta del color de ese partido.
| Distrito                            | Alcalde(sa) titular         | Partido político           | Partido político           | Alcalde(sa) electo(a)      | Partido político | Partido político        |
| ----------------------------------- | --------------------------- | -------------------------- | -------------------------- | -------------------------- | ---------------- | ----------------------- |
| Huachón                             | Octavio Suárez Trujillo     |                            | Coalición APRA-UNO         | Manuel Cárdenas Bernal     |                  | Frente Obrero Campesino |
| Huariaca                            | Adrián Barrionuevo Chávarri |                            | Alianza AP-DC              | José Fano Jiménez          |                  | Coalición APRA-UNO      |
| Huayllay                            | Teófilo Cosser Garay        |                            | Coalición APRA-UNO         | Juan Toribio Navarro       |                  | Coalición APRA-UNO      |
| Ninacaca                            | Abelardo Cóndor García      |                            | Alianza AP-DC              | Ireneo Tello Carhuaricra   |                  | Alianza AP-DC           |
| Pallanchacra                        | Claro Huayanay Guzmán       |                            | Alianza AP-DC              | Anacleto Santa Cruz Calero |                  | Coalición APRA-UNO      |
| Paucartambo                         | Abelardo Monzón Galván      |                            | Coalición APRA-UNO         | Orbal Medroa Soto          |                  | Coalición APRA-UNO      |
| San Francisco de Asís de Yarusyacán | Froylán Cabello Soto        |                            | Alianza AP-DC              | Jorge Salas Ureta          |                  | Frente Obrero Campesino |
| Simón Bolívar                       | Sin información disponible  | Sin información disponible | Sin información disponible | Gabriel Gora Ayala         |                  | Coalición APRA-UNO      |
| Ticlacayán                          | Eugenio Torres Santos       |                            | Coalición APRA-UNO         | Jacinto Palacios Salcedo   |                  | Alianza AP-DC           |
| Tinyahuarco                         | Josmell Muñoz Córdova       |                            | Coalición APRA-UNO         | Edmundo Calderón Arroyo    |                  | Coalición APRA-UNO      |
| Vicco                               | Zenobio Callupe Marcelo     |                            | Coalición APRA-UNO         | Toribio Raraz Atachagua    |                  | Coalición APRA-UNO      |
| Yanacancha                          | Raynaldo Pascual Pizarro    |                            | Lista Independiente N° 5   | Juan Pérez Vítor           |                  | Coalición APRA-UNO      |